# بنك التوفير البريدي الصيني

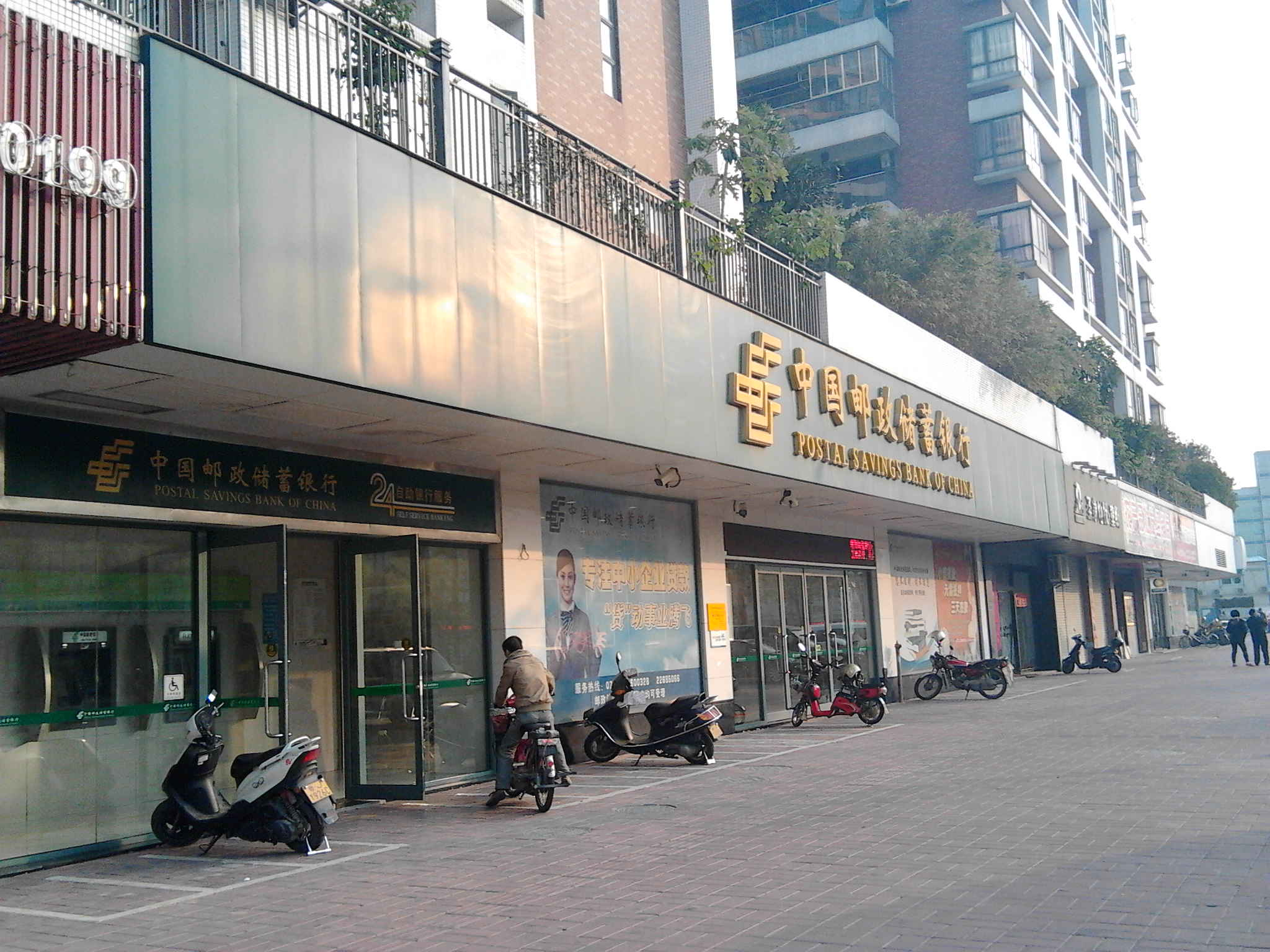
فرع بنك الادخار البريدي الصيني

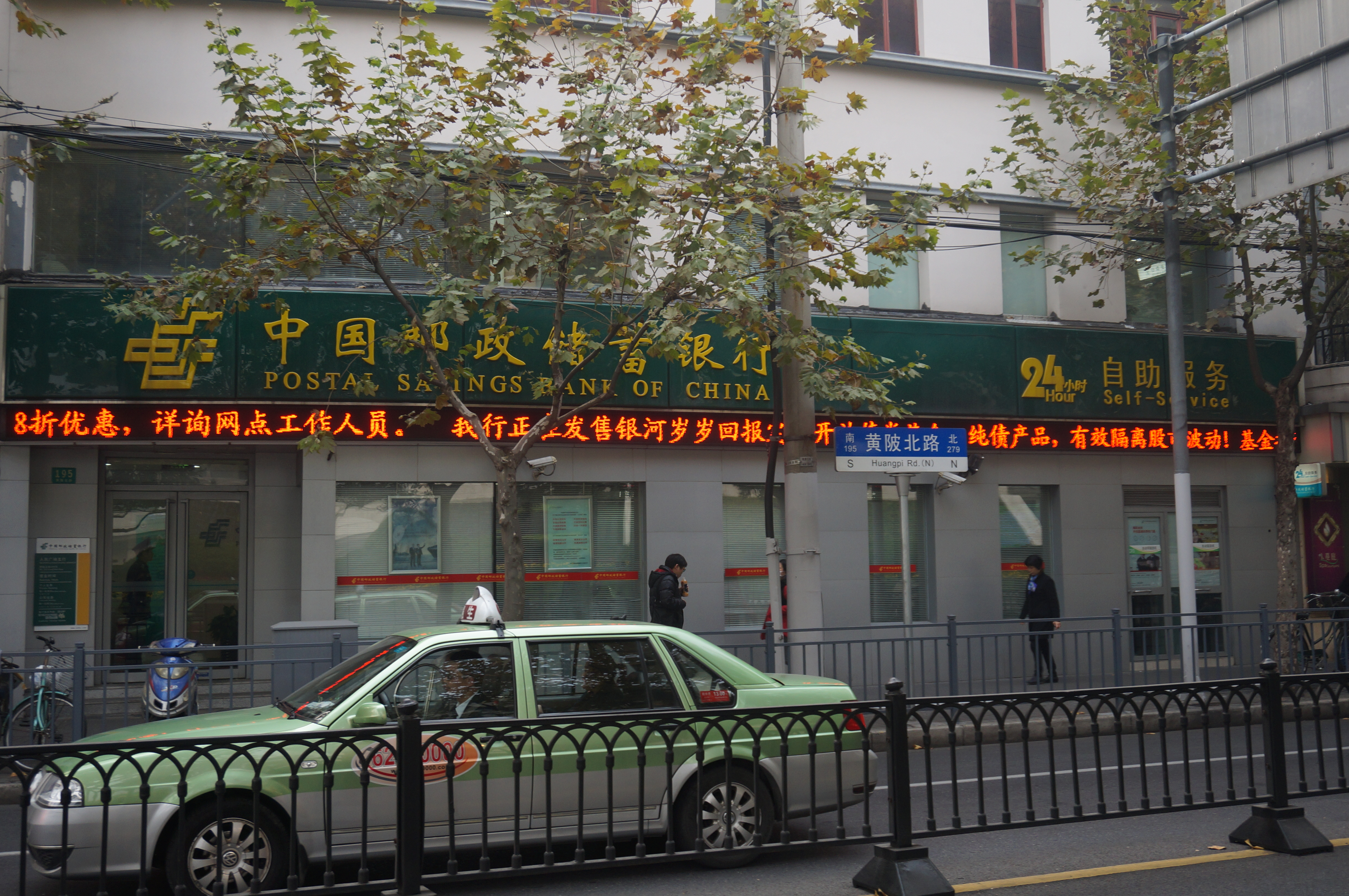
فرع بنك الادخار البريدي الصيني في شنغهاي

يعد بنك التوفير البريدي الصيني المعروف أيضًا باسم (PSBC) أحد البنوك التجارية بالتجزئة التي تأسست عام 2007 ومقرها في بكين. إنه يوفر خدمات مالية أساسية، خاصة للمؤسسات الصغيرة والمتوسطة، الريفية والعملاء ذوي الدخل المنخفض. اعتبارًا من 31 كانون الأول (ديسمبر) 2017، أصبح لديه 39،798 فرعًا تغطي جميع مناطق الصين.
تم إنشائه برأس مال أولي قدره 20 مليار يوان في عام 2007 من مكتب البريد الحكومي. اليوم لديها 1.5 مليار يوان في الودائع وثاني أكبر عدد من الفروع ، بعد البنك الزراعي الصيني.
خلال الأزمة المالية العالمية، اتخذت الحكومة العديد من التدابير لنشر خطة التحفيز الاقتصادي الوطنية على وجه التحديد في المناطق الريفية. وشمل ذلك استخدام خدمات التمويل الأصغر التي يقدمها بنك الادخار البريدي كأداة للتنمية الوطنية والحد من الفقر. كما يساعد البنك بمداه الواسع للغاية تعاونيات الائتمان الصينية في برامج القروض الصغيرة.
في 8 ديسمبر 2015، تلقى بنك تشاينا البريدي سافينغز، من خلال إصدار أسهم مؤيدة للتعويم، حقنة استثمار من تماسيك القابضة في سنغافورة، يو بي اس، مجلس الاستثمار الكندي لخطة المعاشات التقاعدية، مؤسسة التمويل الدولية، مورغان ستانلي، بنك دي بي اس، تينسنت، مجموعة خدمات النمل المالية، تشاينا لايف وتشاينا تيليكوم، باستثمار إجمالي 45.1 مليار يوان. كان هؤلاء «المستثمرون الإستراتيجيون» مجتمعين يمتلكون 16.92٪ من أسهم الشركة في وقت الشراء. تم إدراج السهم من خلال طرح عام أولي في بورصة هونغ كونغ في 30 سبتمبر 2016. قبل إدراجه، كان أكبر بنك صيني غير مدرج.
يشغل زوين ونج وهونج لاو منصب نائب رئيس البنك والمديرين التنفيذيين المشاركين.

## روابط خارجية
- الموقع الرسمي